# Samtgemeinde Schwaförden
Die Samtgemeinde Schwaförden ist eine Samtgemeinde im Landkreis Diepholz in Niedersachsen.

## Geografie

### Samtgemeindegliederung
Mitgliedsgemeinden der Samtgemeinde Schwaförden sind: (in Klammern ist die Einwohnerzahl der Gemeinde angegeben)
- Affinghausen (859)
- Ehrenburg (1501)
- Neuenkirchen (1202)
- Scholen (778)
- Schwaförden (1467)
- Sudwalde (1008)

## Geschichte
Die Samtgemeinde Schwaförden wurde durch freiwilligen Zusammenschluss im Jahr 1974 gebildet.

## Politik

### Samtgemeinderat
Der Samtgemeinderat der Samtgemeinde Schwaförden besteht aus 18 Ratsfrauen und Ratsherren. Dies ist die festgelegte Anzahl für eine Samtgemeinde mit einer Einwohnerzahl zwischen 6.001 und 7.000 Einwohnern. Die 18 Ratsmitglieder werden durch eine Kommunalwahl für jeweils fünf Jahre gewählt. Die aktuelle Amtszeit begann am 1. November 2021 und endet am 31. Oktober 2026.
Stimmberechtigt im Rat der Samtgemeinde ist außerdem der hauptamtliche Samtgemeindebürgermeister Helmut Denker (parteilos).
Die letzte Kommunalwahl vom 12. September 2021 ergab folgende Sitzverteilung:
- CDU 6 Sitze
- SPD 5 Sitze
- FDP 2 Sitze
- WUL 4 Sitze
- Einzelvorschlag Dr. Jochen Meyer 1 Sitz

### Samtgemeindebürgermeister
Hauptamtlicher Samtgemeindebürgermeister der Samtgemeinde Schwaförden ist Helmut Denker (parteilos). Bei der Bürgermeisterwahl am 25. Mai 2014 wurde er als Amtsinhaber ohne Gegenkandidaten mit 84,4 % der Stimmen wiedergewählt. Die Wahlbeteiligung lag bei 47,9 %. Denker trat seine weitere Amtszeit am 1. November 2014 an.
Am 12. September 2021 wurde er mit 66,32 % der Stimmen in seinem Amt bestätigt, die Wahlbeteiligung lag bei 62,07 %.
Liste bisheriger Amtsinhaber:
- 1974–1986: Heinrich Jürgens (FDP)
- 1986–1991: Udo Quade (FDP)
- 1991–1998: Fritz Halves (CDU)
- seit 1998: Helmut Denker (parteilos)

### Wappen
Blasonierung: Das Wappen der Samtgemeinde zeigt im geteilten Schild über rot-silbern geständertem Schildfuß eine rot-silberne Mauer mit drei Türmen und vier Zinnen.
Obere Hälfte: Siegel des Amtes Ehrenburg aus dem Ende des 18. Jahrhunderts.
Untere Hälfte: Das verschobene Kreuz der Edelherren von Grimmenberg aus der Familie der Grafen von Oldenburg-Altbruchhausen.

## Bauwerke
Sehenswerte Kirchen, die auf ein hohes Alter zurückblicken können, gibt es in Schmalförden, Neuenkirchen, Scholen, Schwaförden und Sudwalde.